# Bitwa morska przy Gallipoli
Bitwa morska przy Gallipoli – starcie zbrojne, które miało miejsce 29 maja 1416 r. w trakcie I wojny wenecko-tureckiej (1416–1430).
W starciu flota wenecka pod dowództwem admirała Piedro Loredany zwyciężyła siły tureckie. 
W kwietniu 1416 r. flota wenecka pod wodzą admirała Loredano wpłynęła na Morze Egejskie, gdzie jej zadaniem było zwalczanie floty tureckiej. Turcy stacjonowali w porcie w Gallipoli a ich siły liczyły 32 okręty. 
Dnia 29 maja 1416 r. Wenecjanie, prowadzący pościg za jednym z okrętów genueńskich pod flaga turecką wdarli się do portu i zaatakowali Turków. Bitwa trwała do rana dnia następnego i zakończyła się zwycięstwem Wenecjan, którzy zdobyli 14 okrętów a kilka zatopili. Reszta statków tureckich osiadła na mieliźnie. Turcy stracili 1 200 ludzi, wśród których kilkunastu będących chrześcijanami powieszono. 